# 알리시아 기라고시안
알리시아 구르게니 기라고시안(스페인어: Alicia Gurgeni Ghiragossian, 아르메니아어: Ալիսիա Գուրգենի Կիրակոսյան, 1936년 7월 13일 ~ 2014년 5월 22일)은 아르헨티나의 아르메니아계 시인, 작가, 번역가이다.